# جو جونز
جو جونز (انگلیسی: Jo Jones; ۷ اکتبر ۱۹۱۱ – ۳ سپتامبر ۱۹۸۵) درام‌نواز و موسیقی‌دان جاز اهل ایالات متحده آمریکا و از پیشگامان پرکاشن در موسیقی جاز بود. او را گاهی به نام پاپا جو جونز (جو جونز پدر) یاد می‌کنند تا با درامر جاز جوانتر، فیلی جو جونز اشتباه نشود.
جو جونز هدایت بخش ریتم ارکستر کاونت بیسی را بین سالهای ۱۹۳۴ تا ۱۹۴۸ بر عهده داشت.